# Lista över spårtrafik i Stockholms län
Det här är en lista över spårtrafik i Stockholms län. Spårtrafik finns förutom som järnvägar i form av:
- Spårväg City
- Djurgårdslinjen
- Lidingöbanan
- Nockebybanan
- Roslagsbanan
- Saltsjöbanan
- Tunnelbanan
- Tvärbanan